# Cueva de la Perra
Cueva de la Perra es un yacimiento arqueológico localizado en el municipio de Gómez Farías, en el estado mexicano de Tamaulipas. Se trata de un abrigo rocoso en la sierra de Tamaulipas cuyas condiciones climáticas permitieron la conservación de vestigios de ocupación humana que probablemente datan del año 2500 a. C. En la cueva se descubrieron vestigios de maíz.
La región  en la que se encuentra cueva de la Perra tiene gran importancia en la comprensión de los procesos que llevaron a la domesticación de cultivos en América. Otros hallazgos en cueva de la Perra son restos de cestas enrolladas contemporáneos de los restos del maíz.[cita requerida]